# Liste der Träger des Verdienstordens des Landes Rheinland-Pfalz/2014
Im Jahr 2014 wurden folgende Personen mit dem Verdienstorden des Landes Rheinland-Pfalz geehrt. Die Auszeichnung wurde von Ministerpräsidentin Malu Dreyer im Festsaal der Staatskanzlei an zwölf Frauen und Männer vorgenommen. Stellvertretend für alle Geehrten hielten Karin und Bertram Schmidt-Friderichs die Dankesrede. Musikalisch umrahmt wurde die Feierstunde von der ZIRP-Stipendiatin Isabelle Müller (Harfe) und Till Plinkert (Trompete).
| Ordensträger               | Lebensdaten | Wohnort               | Wirken |
| -------------------------- | ----------- | --------------------- | --- |
| Monika Betz                |             | Ludwigshafen am Rhein | |
| Otto Böcher                | 1935–2020   | Mainz                 | evangelischer Theologe, Professor für Neues Testament an der Universität Mainz                                       |
| Agnes Gräser               |             | Trier                 | |
| Rudi Klug                  | 1938–2022   | Carlsberg             | Funktionär der Naturfreunde und Kommunalpolitiker (SPD)                                                              |
| Elisabeth Lauter           |             | Treis-Karden          | |
| Jörg Michaelis             | * 1940      | Mainz                 | Epidemiologe, Informatiker und Hochschullehrer, von 2001 bis 2007 Präsident der Johannes Gutenberg-Universität Mainz |
| Karin Mohr                 |             | Görlitz               | |
| Thomas Münzel              | * 1955      | Mainz                 | Mediziner, seit 2004 Professor für Kardiologie und Angiologie an der Johannes Gutenberg-Universität Mainz            |
| Bertram Schmidt-Friderichs | * 1959      | Mainz                 | Verleger und Typograf                                                                                                |
| Karin Schmidt-Friderichs   | * 1960      | Mainz                 | Verlegerin |
| Dieter Wedel               | 1939–2022   | Hamburg               | Regisseur und Drehbuchautor                                                                                          |
| Silvia Zöller              |             | Gau-Weinheim          | |